# Safe
『Safe』は、アメリカ合衆国のテレビシリーズ『バフィー 〜恋する十字架〜』のコミック版。

## 概要
第8シーズンの第24作目。アメリカ合衆国のダークホースコミックス社から2009年4月1日にコミックとして発行された。その後、同年9月30日に発売のグラフィック・ノベル『Predators and Prey』に第4章として収録された。

## あらすじ
バンパイア・スレイヤーのフェイスは、クリーブランドの路地でバンパイアとの戦闘で劣勢に立たされていたコートニーを助ける。
このときフェイスはコートニーからバフィーと間違えられる。数日後、ジャイルズはカウンシルのメンバーであるダンカンから、バフィーがウォッチャー・カウンシルのトップの座にいることに対する不満をぶちまけられる。ダンカンはジャイルズに圧力をかけるべく、ジャイルズの弟子であるフェイスとコートニーに罠を仕掛けようとしていた。

## 登場人物
フェイス・レーヘン
バンパイア・スレイヤー
コートニー
新米のバンパイア・スレイヤー。バフィーを崇拝している。
ルパート・ジャイルズ
カウンシルのウォッチャー。
ダンカン
ジャイルズの友人。カウンシルのメンバーであるが反バフィー派。